# Metropolia di Spagna e Portogallo

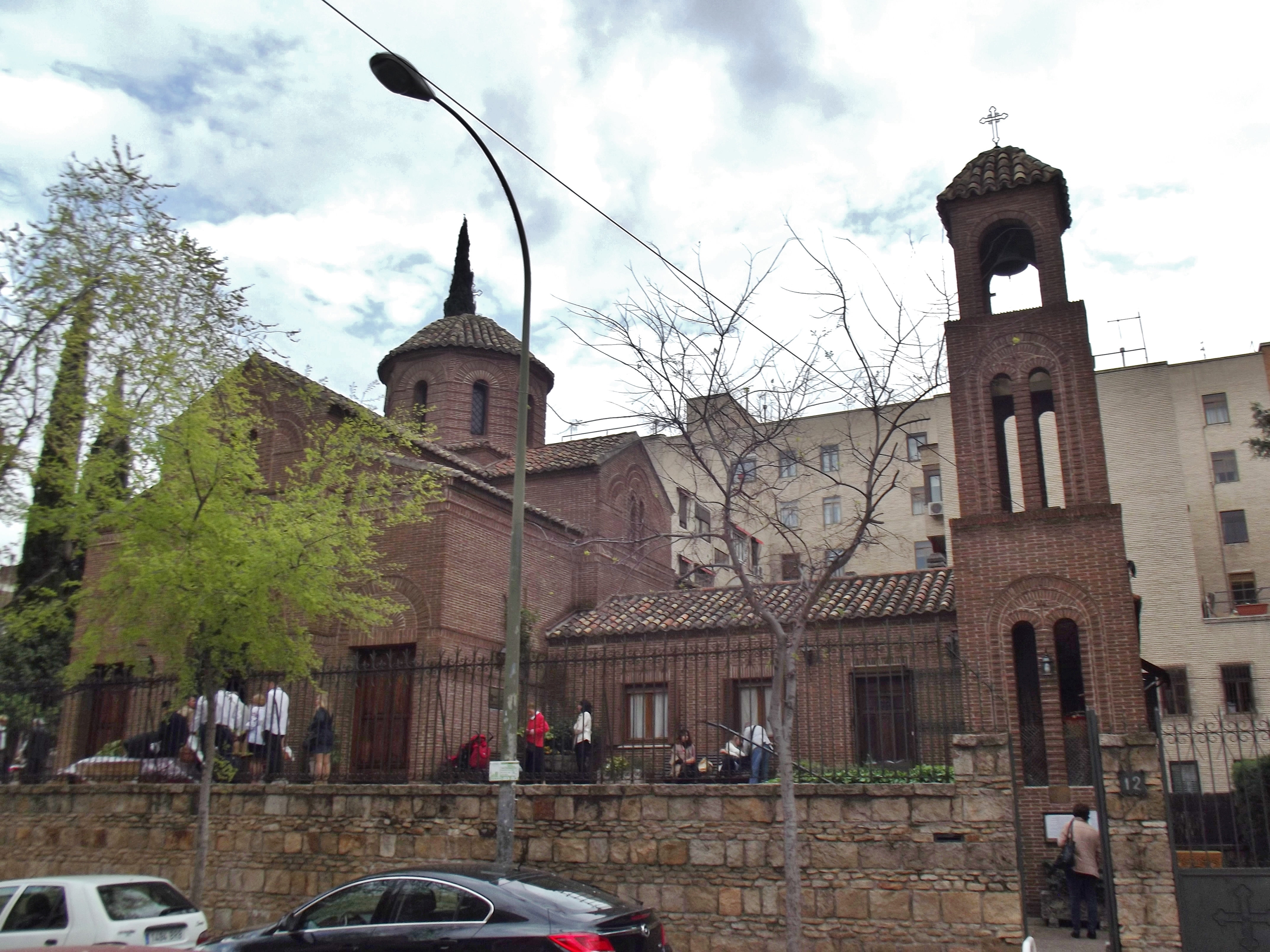
La cattedrale dei Santi Andrea e Demetrio a Madrid.

La metropolia di Spagna e Portogallo (in greco: Ιερά Μητρόπολις Ισπανίας και Πορτογαλίας; Ierá Mitrópolis Ispanías kai Portogalías - in spagnolo: Sacra metrópolis de España y Portugal) è una sede del patriarcato ecumenico di Costantinopoli con giurisdizione sulla Penisola iberica.
Dal 14 gennaio 2021 metropolita di Spagna e Portogallo ed esarca del mar Mediterraneo è Bessarión Spyridon Komzias .

## Territorio
La metropolia estende la sua giurisdizione sui fedeli greco-ortodossi del patriarcato ecumenico di Costantinopoli residenti negli stati di Spagna, Portogallo, Andorra, Gibilterra.
La sede metropolitana è a Madrid, dove si trova la cattedrale dei Santi Andrea e Demetrio.
La metropolia comprende una ventina di parrocchie, raggruppate in 5 vicariati metropolitani.

## Storia
La metropolia di Spagna e Portogallo è stata istituita dal Santo Sinodo del patriarcato di Costantinopoli il 20 gennaio 2003, ricavandone il territorio dalla metropolia di Francia. Inizialmente Gibilterra non faceva parte della nuova metropolia, a cui fu aggiunta il 10 dicembre 2007.

## Cronotassi
- Epifanios Perialas † (4 maggio 2003 - 30 aprile 2007 eletto metropolita titolare di Briula)[8]
- Polykarpos Panagiotis Stavrópoulos (6 maggio 2007 - 14 gennaio 2021 eletto metropolita d'Italia)[9]
- Bessarión Spyridon Komzias , dal 14 gennaio 2021